# 대한민국의 팬덤 문화
대한민국에서는 대한민국의 아이돌과 대한민국의 텔레비전 드라마를 중심으로 팬덤 문화가 크게 형성됐다. 이러한 팬덤은 공식 및 비공식 팬덤 기념품을 위한 대규모 시장을 지원한다. 한국의 팬덤은 정치적으로 하위문화가 아닌 주류문화로 여겨진다. 한국의 팬 문화는 전후에 등장하여 한국의 경제성장에 기여해 왔다. 한국의 팬 문화는 자신이 좋아하는 그룹에 팬이 참여한다는 점에서 다른 팬덤과 다르다. K팝 팬들은 프로모션, 굿즈 제작, 스트리밍, MAMA(엠넷 아시안 뮤직 어워드), 멜론 뮤직 어워드, 서울 뮤직 어워드 등 시상식 투표, SNS 팬 계정 생성 등을 통해 그룹의 성공에 기여하고 있다. 이러한 K팝 아티스트와의 긴밀한 참여는 서구 팬문화에서 벗어난 팬문화를 만들어내며, 음악 그 자체를 넘어 아티스트와의 관계를 발전시켜 나가고 있다.

## 같이 보기
- 팬덤
- 한류 (문화)